# Бургер с жареным луком

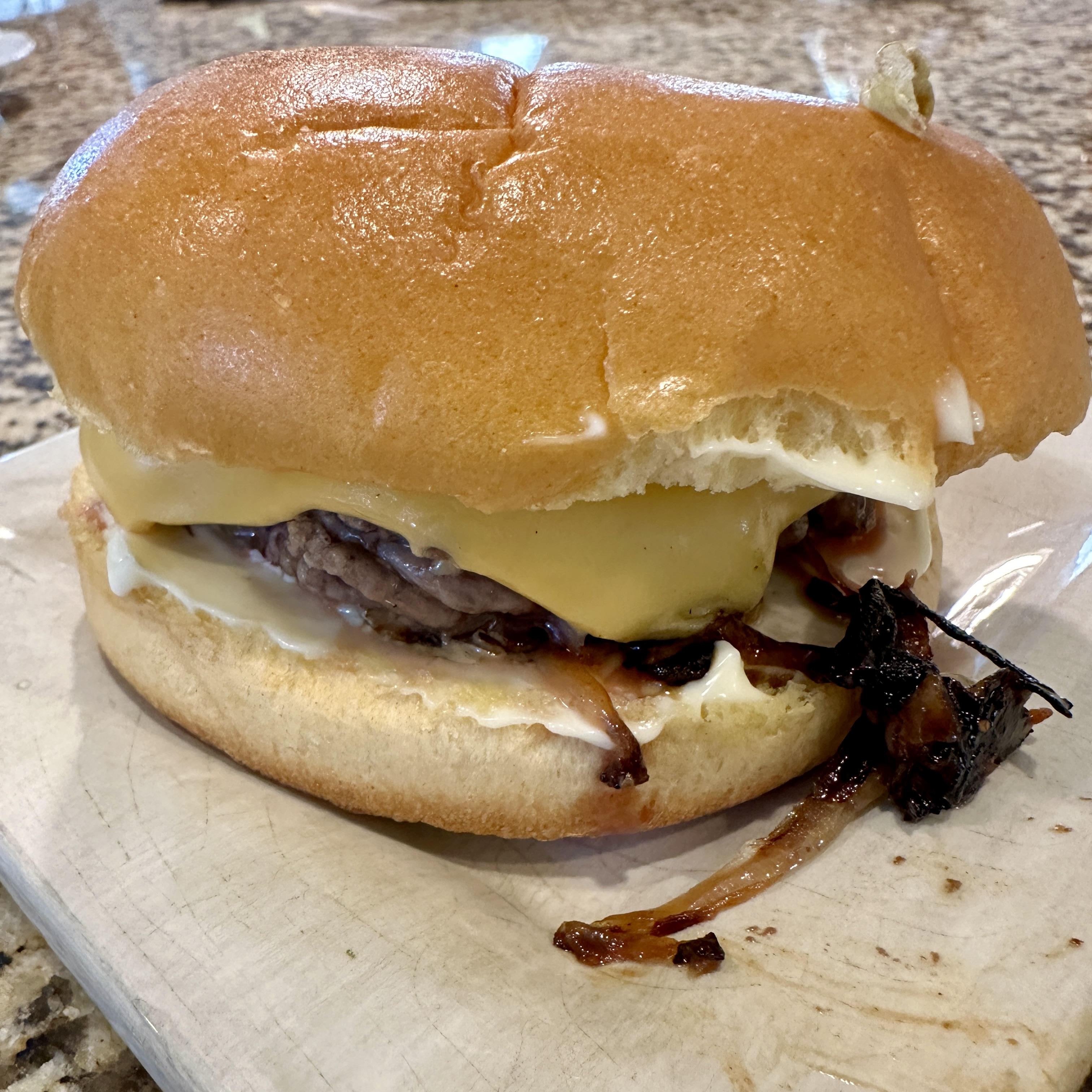
Бургер с жареным луком

Бургер с жареным луком (англ. Fried onion burger), также известный как Луковый бургер Оклахомы (англ. Oklahoma's onion burger) — гамбургер, приготовленный из говяжьего фарша и тонко нарезанного лука, блюдо кухни Оклахомы. Было изобретено в Эль-Рено, штат Оклахома в 1920-х годах двумя рестораторами, которые искали способ приготовить говяжий фарш с использованием менее дорогостоящего ингредиента, чтобы накормить бастующих железнодорожников во время Великой железнодорожной забастовки 1922 года.

## История
Согласно ресторатору и историку кулинарии Джорджу Мотцу, Эль-Рено находится в пределах Американского бургерного пояса (англ. American Burger Belt), который простирается от Техаса до Висконсина и где были созданы традиционные американские бургеры. Этот бургер был изобретён накануне Великой депрессии отцом и сыном Гомером и Россом Дэвисами в их ресторане Hamburger Inn, расположенном недалеко от пересечения шоссе 66 и шоссе 81, чтобы разнообразить говяжий фарш более дешёвым луком и накормить железнодорожников во время Великой железнодорожной стачки 1922 года. Дэвисы назвали его «Депрессивным бургером» и продавали за пять центов. Блюдо распространилось по всей западной Оклахоме.
Другие бургеры с луком были созданы примерно в то же время и по тем же причинам. Согласно историку кулинарии Джону Т. Эджу, использование большого количества лука «свидетельствует о стремлении к бережливости, которое является скорее универсальным, чем местным... Вкус бургеров, сдобренных луком, сформировался в дни лишений». Добавление говяжьего фарша с луком также предшествовало луковому бургеру; в Кулинарной книге Бостонской кулинарной школы 1883 года был включён рецепт, в котором на фунт говяжьего фарша требовалось растереть две или три луковицы.

## Приготовление
Тонко нарезанный лук выкладывают на небольшую толстую лепешку из говяжьего фарша, выкладывают на горячий гриль и сильно прижимают, чтобы получилась большая тонкая лепешка, в которой лук будет смешан с мясом. Бургер примерно наполовину состоит из лука. Котлета слегка обжаривается с одной стороны, а после переворачивания лук доходит и карамелизуется. Булочки не поджариваются и перед приготовлением сэндвича выкладываются сверху гриля и пропариваются. В качестве гарниров используются американский сыр, маринованные огурцы и иногда приправы.

## Популярность
Ещё в 2016 году этот бургер был мало известен за пределами Эль-Рено. Рост его популярности пришёлся на 2010-е и 2020-е годы; согласно Джеймсу Кенджи Лопес-Альту, бургер стал известен за пределами этого региона благодаря работе Мотца. Ежегодно в первую субботу мая в Эль-Рено проводится «День жареного лукового бургера». 7 августа 2009 года ресторан Nic’s Grill из Нормана и его луковый бургер попал на Diners, Drive-Ins and Dives.